# Województwo brasławskie

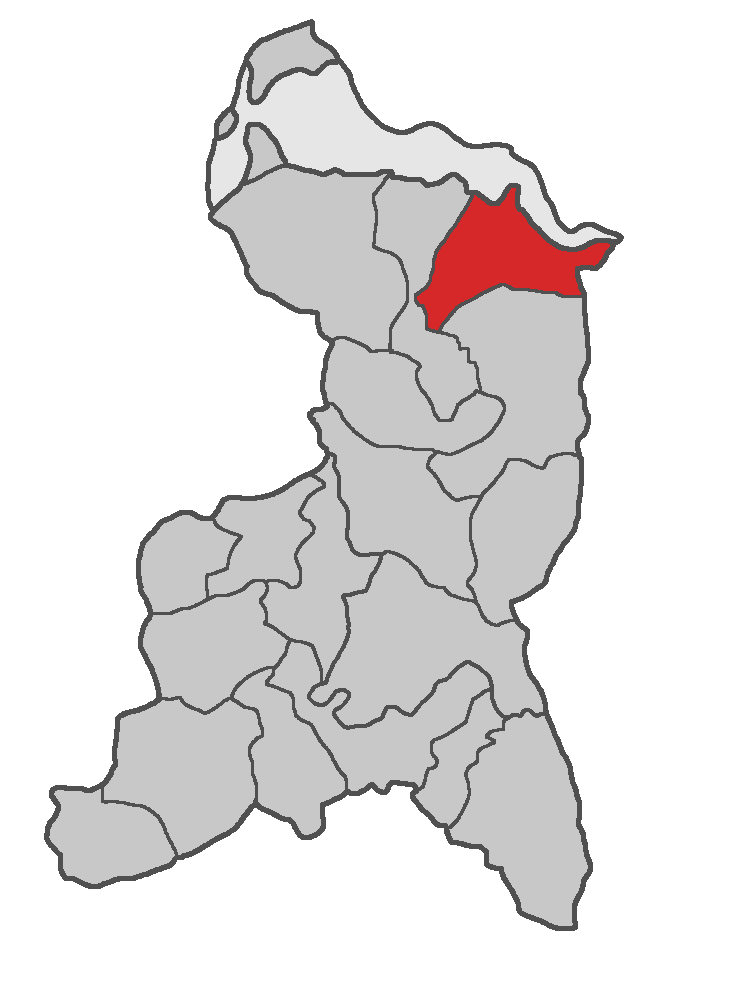
Województwo brasławskie na tle województw utworzonych na sejmie grodzieńskim

Województwo brasławskie zostało utworzone na sejmie grodzieńskim 23 listopada 1793 r. ze stolicą w Brasławiu. Nie zostało w pełni zorganizowane w związku z rozpoczęciem insurekcji kościuszkowskiej.
Województwo miało mieć w Sejmie dwóch senatorów (wojewodę i kasztelana) i sześciu posłów wybieranych na cztery lata (po dwóch z każdej ziemi).
Województwo dzieliło się na trzy ziemie:
- brasławską ze stolicą w mieście Widze[1]; składającą się z parafii ziemi brasławskiej i pozostałej przy Polsce części powiatu zawilejskiego
- wiłkomirską składającą się z dawnych parafii, oprócz tych przyłączonych do ziemi oniksztyńskiej
- oniksztyńską składającą się z parafii: oniksztyńskiej, skiemiańskiej, kurklewskiej, owanckiej, bolnickiej, komajskiej, rakiskiej, krewiańskiej, świadowskiej, abelskiej, duszackiej, czadowskiej, dobejskiej, wizuńskiej, uszpolskiej, uszwińskiej, uciańskiej, malatskiej, kukuciskiej i kołtyniańskiej.

Wojewodą brasławskim mianowano Michała Kossakowskiego.